# Alte Taufe

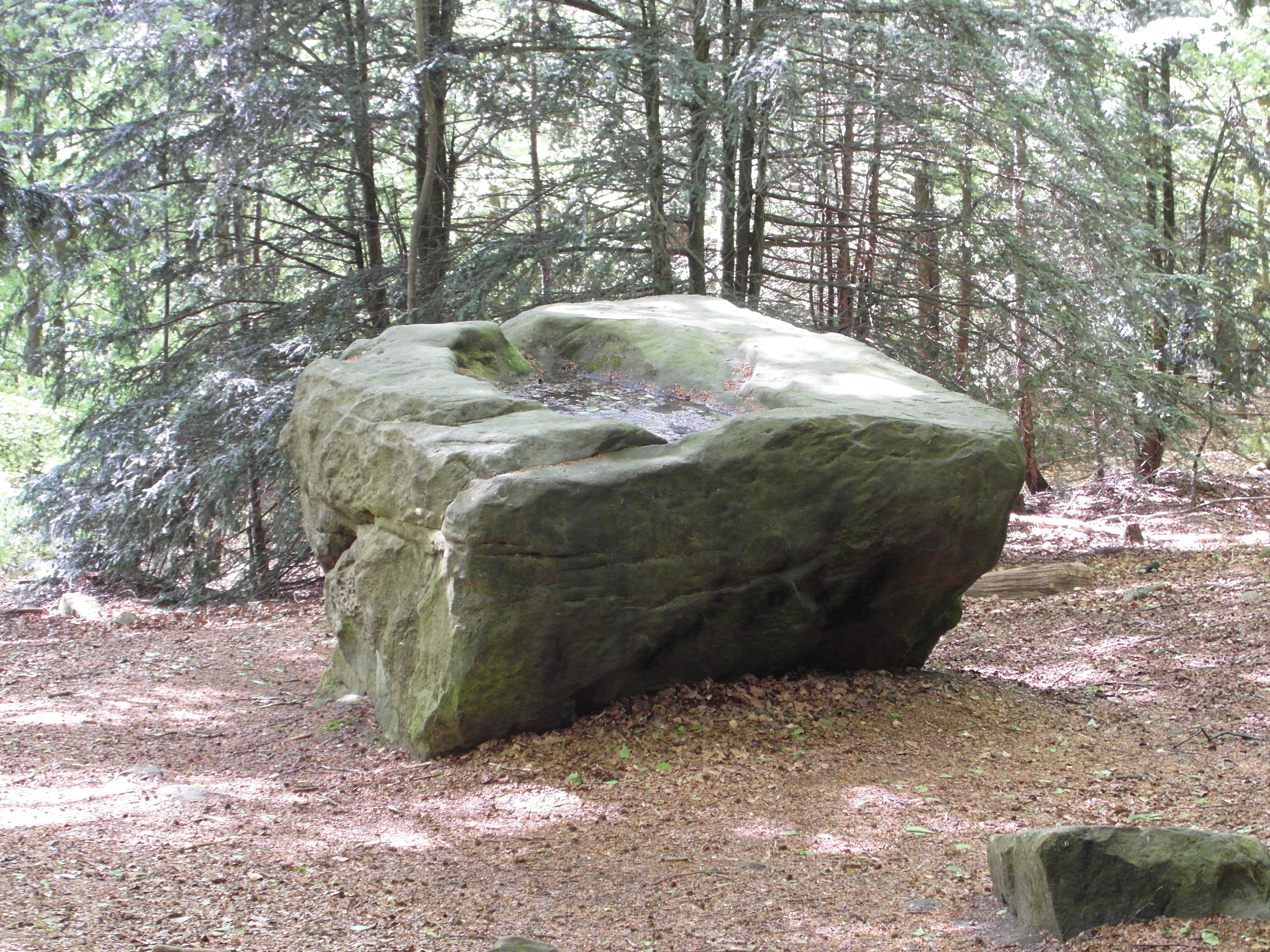
Naturdenkmal Alte Taufe im Deister

Die Alte Taufe (früher auch Wolfstaufe oder Heidentaufe) ist eine Felsklippe im Deister in Niedersachsen. Der Quader aus Wealdensandstein mit rund 3 Metern Kantenlänge und einer tiefen Mulde auf der Oberseite liegt etwa 50 m abseits des Deisterkamms, westlich des Nordmannsturms im Gemeindegebiet von Lauenau.
Im oberen Bereich des Südwesthangs des Deisters finden sich von der Umgebung der Alten Taufe nach Südosten hin im Forstbezirk Teufelskammer zahlreiche weitere kleinere Sandsteinblöcke. Grund ist die unterschiedliche Verwitterung der hier zu Tage tretenden, nach Nordosten einfallenden Sandstein- und Mergelschichten aus der Unterkreidezeit.
Die Alte Taufe ist, wie die etwa 1 km ostsüdöstlich liegende ähnlich große Felsklippe Teufelskanzel, als Naturdenkmal geschützt.

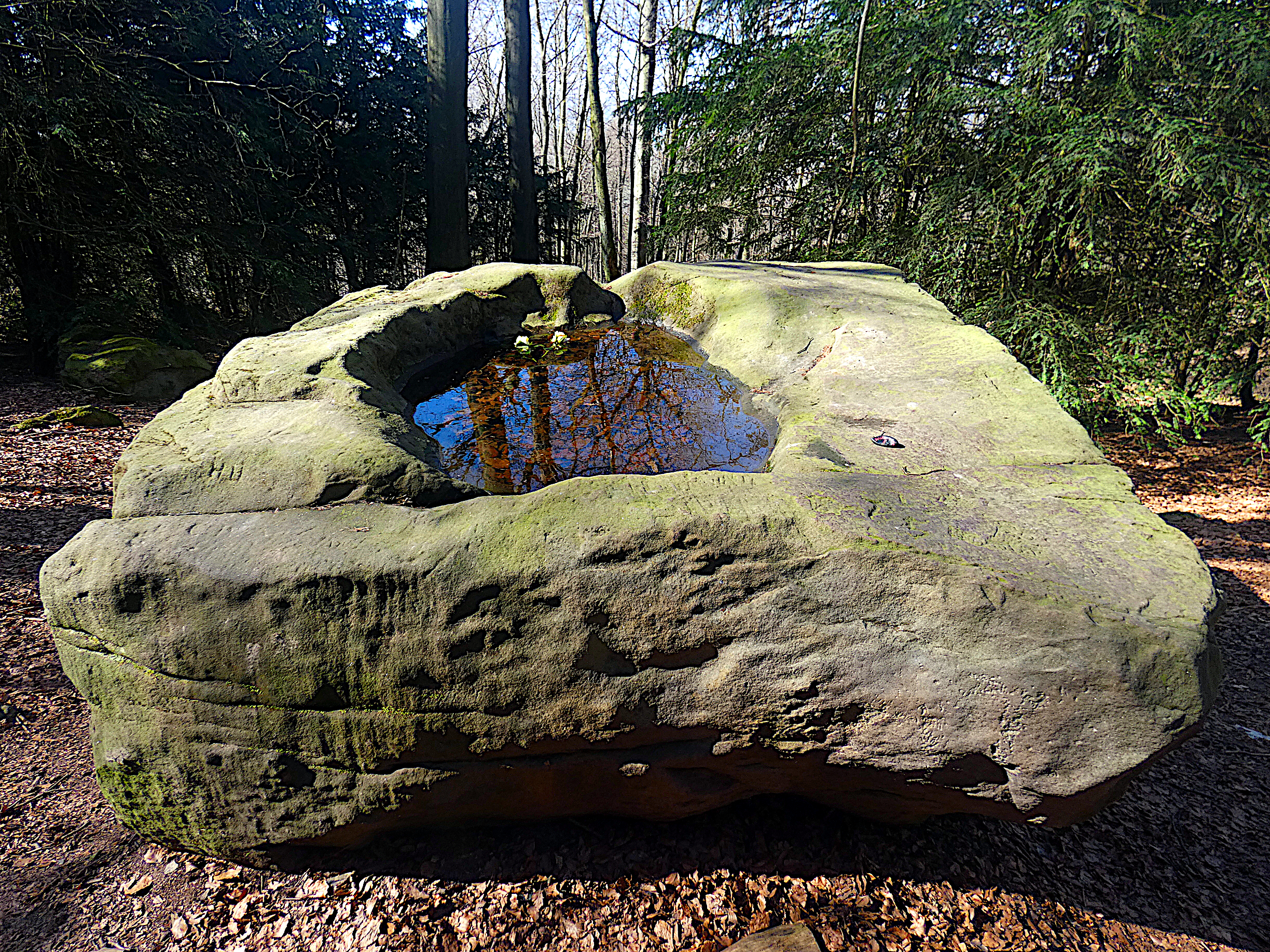
Mit Wasser gefüllte Mulde der Alten Taufe

Die Alte Taufe wurde als alte germanische Opferstätte angesehen, für die es jedoch keine archäologischen Belege gibt. Eine Ausgrabung im Bereich des Steins wurde bislang nicht vorgenommen. Der Prähistoriker Detlef Schünemann versuchte, im Vergleich mit anderen auffallenden, großen Steinen, die ebenfalls Mulden aufweisen (sogenannte Opfersteine), eine prähistorische Bearbeitung und rituelle Nutzung der Steine glaubhaft zu machen.
Die Alte Taufe ist Gegenstand einer lokalen Sage, die zur Zeit der Christianisierung handelt. Der Name des Steins beruht möglicherweise auf der darin ausgeschmückten Vorstellung, dass er nach Einführung des Christentums als Taufstein genutzt wurde. Zwangstaufen sind denkbar, aber ebenso wenig belegt wie heidnische Menschenopfer in prähistorischer Zeit. Dennoch wird die Vorstellung von Menschenopfern bei der Alten Taufe als eine von mehreren Erklärungen der Redewendung „über den Deister gehen“ in Erwägung gezogen. Die Redewendung bedeutet „verschwinden“ bzw. „sterben“ – ähnlich wie „über den Jordan gehen“ und „über die Wupper gehen“. Andere Erklärungen des Phraseologismus greifen nicht auf die Sagen, die mit der Alten Taufe verbunden sind, zurück.